# Vietnam en los Juegos Olímpicos de Moscú 1980
Vietnam estuvo representado en los Juegos Olímpicos de Moscú 1980 por un total de 30 deportistas, 22 hombres y 8 mujeres, que compitieron en 4 deportes.
El equipo olímpico vietnamita no obtuvo ninguna medalla en estos Juegos.